# Ctiboř (Benešovi járás)
Ctiboř település Csehországban, a Benešovi járásban. Ctiboř Radošovice, Libež, Pavlovice, Vlašim, Kladruby és Tehov településekkel határos. Lakosainak száma 170 fő (2024. január 1.).

## Népesség
A település lakosságának változását az alábbi diagram mutatja:
| Lakosok száma | 256  | 270  | 258  | 169  | 138  | 108  | 129  | 144  | 153  | 170  |
|               | 1869 | 1890 | 1921 | 1950 | 1980 | 2001 | 2017 | 2019 | 2022 | 2024 |